# Alpha Dog
Alpha Dog è un film del 2006 diretto da Nick Cassavetes, con Bruce Willis, Emile Hirsch, Justin Timberlake, Anton Yelchin, Shawn Hatosy, Sharon Stone e Harry Dean Stanton. Il film è ispirato alla storia vera di Jesse James Hollywood, un giovane spacciatore di marijuana californiano.

## Trama
Il film è ispirato alla storia vera di Jesse James Hollywood, qui chiamato Johnny Truelove, un giovane spacciatore di marijuana. Nella periferia di Los Angeles, Johnny, un giovane boss, spaccia droga, si diverte con gli amici e partecipa a folli festini a base di alcool e droghe. Una persona così ha certo anche dei nemici, soprattutto quelli che non gli pagano "la roba". In un ambiente in crisi di esaltazione dove è la violenza a fare da padrona, la tensione cresce e Johnny e la sua gang oltrepassano il limite.

## Produzione

### Sceneggiatura
Il regista e sceneggiatore Nick Cassavetes assistette in diretta televisiva agli sviluppi sul rapimento Markowitz ed il conseguente omicidio e decise di scrivere una storia che raccontasse dal punto di vista dei rapitori ciò che era avvenuto.

### Cast
- Emile Hirsch nel ruolo di Johnny Truelove: è il mandante del rapimento di Zack. La controparte reale di Johnny è Jesse James Hollywood, attualmente incarcerato in California. Condannato all'ergastolo nel 2009 per rapimento aggravato e omicidio, con l'aiuto degli avvocati è riuscito ad evitare la pena di morte.
- Justin Timberlake nel ruolo di Frankie Ballenbacher: è uno dei migliori amici di Johnny e stringe un forte legame di amicizia con Zack Mazursky, il ragazzo rapito. La controparte reale di Frankie è Jesse Rugge, che è stato condannato all'ergastolo, con la possibilità di processo dopo cinque anni di prigione.
- Fernando Vargas nel ruolo di Tiko Martinez: è uno dei migliori amici di Johnny ed è lui che cattura Zack Mazurksy. La controparte reale di Tiko è William Skidmore, in prigione fino al 2011.
- Shawn Hatosy nel ruolo di Elvis Schmidt: è un amico di Johnny dalla scuola elementare e obbedisce all'amico in ogni cosa, tanto che si è guadagnato la fama di "tirapiedi di Johnny". Molti dei suoi amici lo prendono in giro sostenendo che egli è omosessuale, a causa del profondo legame che ha con Johnny. L'occasione che Johnny gli porge davanti, quella di uccidere Zack, sarebbe un'ottima situazione per dimostrare che egli è un vero uomo. La controparte reale di Elvis è Ryan Hoyt, ancora oggi incarcerato nel braccio della morte nel carcere di San Quintino in attesa dell'esecuzione.
- Anton Yelchin nel ruolo di Zack Mazursky: è il fratello minore di Jake Mazursky. I genitori cercano di tenerlo lontano dal mondo di droga ed alcol del fratello maggiore, ma per contrappasso lo allontanano da loro stessi. Durante una fuga, Zack verrà rapito da Johnny e ucciso da Elvis. La controparte reale di Zack è Nicholas Markowitz, ucciso da Ryan Hoyt alla fine del 2000.
- Bruce Willis nel ruolo di Sonny Truelove: è il padre di Johnny e per anni ha gestito lui il traffico di marijuana nella costa ovest degli Stati Uniti. La controparte reale di Sonny è John Hollywood.
- Sharon Stone nel ruolo di Olivia Mazursky: è la madre iperprotettiva di Zack, che si sente morire quando le portano via il figlio. La controparte reale di Olivia è Susan Markowitz.
- Ben Foster nel ruolo di Jake Mazursky: il fratello maggiore di Zack Mazursky. La controparte reale di Jake è Benjamin Markowitz. Per prepararsi al ruolo di Jake, Foster assunse realmente metanfetamine per un breve periodo.
- Chris Marquette nel ruolo di Keith Stratten: è un amico di Frankie e stringe una profonda amicizia con Zack, tanto da non assistere all'omicidio. La controparte reale di Keith è Graham Pressley, in prigione fino al 2011.
- Harry Dean Stanton nel ruolo di Cosmo Gadabeeti: è l'amico di famiglia dei Truelove ed in particolare di Sonny. La controparte reale di Cosmo è John Roberts.

Gli attori Courteney Cox, Vincent Laresca, Tzi Ma e Musetta Vander erano inizialmente stati inseriti nel cast del film, ma - a causa del posticipo delle riprese - non hanno potuto prendere parte alla pellicola, poiché impegnati sul set di altri film.
Nel processo tenutosi a Santa Barbara (California), dove è accaduto il crimine, l'avvocato difensore di Hollywood, James Blatt, ha considerato l'opzione di chiamare a testimoniare Justin Timberlake e Nick Cassavetes (protagonista e regista della pellicola ispirata al caso), avendo costoro partecipato a varie interviste con i reali protagonisti della vicenda durante le riprese del film. Il giudice ha però ritenuto tali testimonianze irrilevanti e ha quindi escluso la possibilità di avere attori o star del cinema al processo. Jesse James Hollywood ha invece raccontato la sua versione dei fatti, che si discosta sostanzialmente da come era stato raffigurato nel film.

### Regia
Il film è girato in uno stile a tratti documentaristico. Per conferire ad ogni singola scena un'aura di veridicità, il regista ha inserito per ogni singolo personaggio che appare nella pellicola una sorta di "etichetta" che mostra a che grado di sospetto sia o il numero del testimone nel registro dell'FBI. In una scena dove Sharon Stone e Ben Foster litigano, Cassavetes, il regista, richiese che la Stone desse un vero pugno al naso di Foster affinché la scena sembrasse più realistica. Alla fine, la scena venne però tagliata.
Tra gli altri casi di "regia estrema" ritroviamo quello di Ben Foster, che rischiò di perdere la vista a causa della somministrazione durante le riprese di collirio anti-glaucoma per dilatargli le pupille e mostrare quanto fosse dipendente dalla droga. Per questo, avrebbe parlato con Cassavetes, durante le riprese, ad occhi chiusi.

## Colonna sonora
La colonna sonora originale è stata composta da Aaron Zigman, ma il film contiene anche altre tracce che spaziano dal rock al rap. Le tracce sono le seguenti:
1. Over the Rainbow (Eva Cassidy)
2. Enemy and I (Lazarus)
3. Bullet and a Target (Citizen Cope)
4. Jake Breaks In (Paul Bushnell - composta per la pellicola)
5. Caribou Lou (Tech N9ne)
6. Revolving (Paul Bushnell)
7. Slither (Tech N9ne)
8. Liar (Myredis Peguero e Paul Graham)
9. Winner (Paul Bushnell)
10. Let's Chill (Mic Holden, Maya e Renee Rogers)
11. Dragonfly (Myredis Peguero e Paul Bushnell)
12. La La Land (Tech N9ne feat. Gina Cassavetes)
13. Pool Party (Mic Holden)
14. Never Give Up (Mic Holden)
15. At the Sitedriving to the Site (Aaron Zigman)
16. We Are the Lost (Lawrence Faljean)
17. Basketball (Lowd)
18. Cookie Monster (Paul Graham e Paul Bushnell)
19. Elvis Arrested (Aaron Zigman)
20. Weightlifting (Lowd)
21. Marco Polo (Lowd e Cassie Simone)
22. Night and Day (Tech N9ne)
23. Say Goodbye Hollywood (Eminem)

## Collegamenti ad altre pellicole
- La frase «Che cazzo dici, Tarzan?» è un omaggio al film Tarzan l'uomo scimmia del 1932 diretto da W. S. Van Dyke.
- La frase «Scrivilo come fa Zorro» è un omaggio alla serie televisiva Zorro del 1957.
- Nel salotto di casa di Johnny è presente un poster raffigurante Tony Montana (Al Pacino) in Scarface del 1983 diretto da Brian De Palma.
- Quando Johnny si reca al supermarket per vendere la droga all'amico di Bobby 911 si può intravedere un cartello che recita "Chango Beer", una marca fittizia di birra apparsa in Desperado del 1995 e Dal tramonto all'alba del 1996, diretti da Robert Rodriguez.
- Le molteplici scene in cui il furgone di Johnny si avvicina alla macchina da presa con il sottofondo di musica rap sono un omaggio a Jackie Brown del 1997 diretto da Quentin Tarantino.
- Zack guarda in televisione Austin Powers - Il controspione del 1999 diretto da Jay Roach.

## Slogan promozionali
- «Inspired by true events»
«Tratto da una storia vera»;
- «How did a crime with this many witnesses go so far?»
«Come è stato possibile che un crimine con così tanti testimoni si sia spinto così oltre?»;
- «How did it ever go so far?»
«Come è stato possibile spingersi così oltre?»;
- «One crime. 3 days. 38 witnesses»
«Un crimine. 3 giorni. 38 testimoni».

## Riconoscimenti
- Young Hollywood Award come "miglior attore non protagonista" a Ben Foster
- Courmayeur Noir in Festival 2006: Premio Leone Nero al miglior film